# Hancock (Maryland)
Hancock és una població dels Estats Units a l'estat de Maryland. Segons el cens del 2000 tenia 1.725 habitants.

## Demografia
Segons el cens del 2000, Hancock tenia 1.725 habitants, 735 habitatges, i 462 famílies. La densitat de població era de 246,7 habitants/km².
Dels 735 habitatges en un 27,6% hi vivien nens de menys de 18 anys, en un 41,8% hi vivien parelles casades, en un 16,3% dones solteres, i en un 37,1% no eren unitats familiars. En el 31,2% dels habitatges hi vivien persones soles el 15,8% de les quals corresponia a persones de 65 anys o més que vivien soles. El nombre mitjà de persones vivint en cada habitatge era de 2,3 i el nombre mitjà de persones que vivien en cada família era de 2,86.
Per edats la població es repartia de la següent manera: un 24,5% tenia menys de 18 anys, un 9,5% entre 18 i 24, un 28,2% entre 25 i 44, un 21,9% de 45 a 60 i un 15,8% 65 anys o més.
L'edat mediana era de 36 anys. Per cada 100 dones de 18 o més anys hi havia 80,8 homes.
La renda mediana per habitatge era de 28.750 $ i la renda mediana per família de 32.538 $. Els homes tenien una renda mediana de 25.353 $ mentre que les dones 20.304 $. La renda per capita de la població era de 13.758 $. Entorn de l'11,6% de les famílies i el 16,8% de la població estaven per davall del llindar de pobresa.

## Poblacions més properes
El següent diagrama mostra les poblacions més properes.